# Epsilon Circini
Epsilon Circini (ε Circini, ε Cir) é uma estrela na constelação de Circinus. Com uma magnitude aparente de 4,85, é a quarta estrela mais brilhante da constelação, sendo visível a olho nu em boas condições de visualização. Sua distância da Terra, calculada com base em medições de paralaxe, é de aproximadamente 428 anos-luz (131 parsecs). De sua magnitude aparente e distância, calcula-se uma magnitude absoluta visual de -0,7.
Epsilon Circini é uma estrela gigante com um tipo espectral de K2.5 III e temperatura efetiva de 4 600 K, portanto possui coloração alaranjada. Seu diâmetro angular é de 2,02 milissegundos de arco, o que corresponde a um raio de 28,5 vezes o raio solar. Não possui estrelas companheiras conhecidas.